# Fritz Ravn
Fritz Ravn (* 13. September 1929  in Esbjerg; †  28. August 2013)  war ein dänischer Radrennfahrer und nationaler Meister im Radsport.

## Sportliche Laufbahn
Im Jahr 1955 gewann Ravn mit der dänischen Mannschaft bei den nordischen Meisterschaften im Mannschaftszeitfahren den Titel. Ravn konnte 1956 die dänischen Meisterschaft im Straßenrennen der Amateure für sich entscheiden. Im Mai dieses Jahres startete er bei der Internationalen Friedensfahrt und wurde dort 46. des Gesamtklassements, nachdem er im Vorjahr 40. geworden war. Als Amateur startete er für den Verein ABC Kopenhagen. Von 1956 bis 1966 fuhr er als Berufsfahrer. 1958 bestritt er die Tour de France in einer international gemischten Mannschaft, schied aber bereits auf der ersten Etappe aus. 1957 schied er im Weltmeisterschaftsrennen aus, zuvor hatte er die Tour de Suisse als 44. beendet.